# Saint-Jean-de-Cornies
Saint-Jean-de-Cornis ist eine französische Gemeinde mit 839 Einwohnern (Stand 1. Januar 2022) im Département Hérault in der Region Okzitanien. Sie gehört zum Arrondissement Lodève und zum Kanton Saint-Gély-du-Fesc. Die Einwohner werden Corniésains genannt.
Die Gemeinde grenzt im Norden an Montaud, im Osten an Saint-Hilaire-de-Beauvoir, im Süden an Beaulieu und im Westen an Saint-Drézéry.

## Bevölkerungsentwicklung

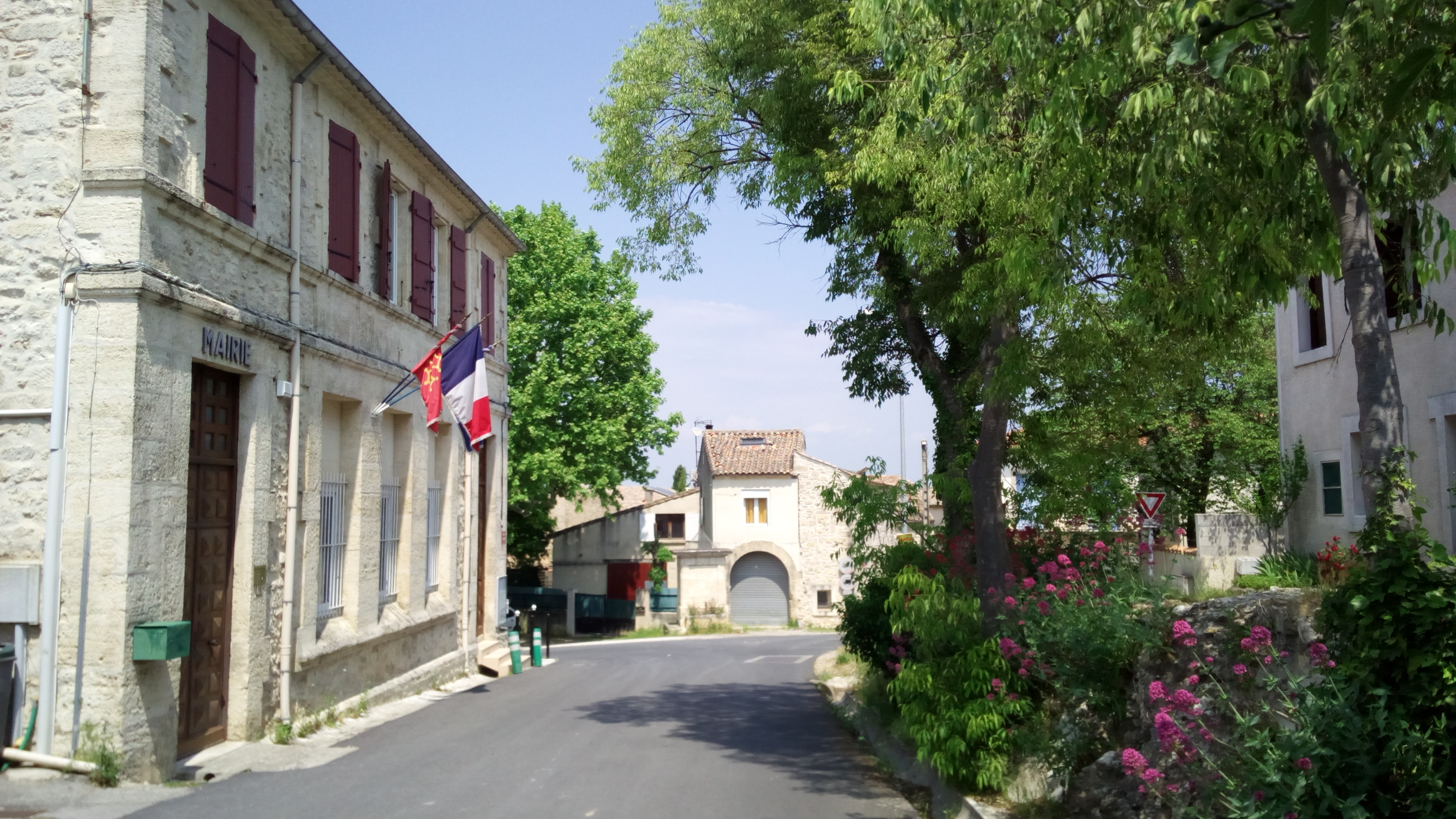
Mairie Saint-Jean-de-Cornies

| Jahr      | 1968 | 1975 | 1982 | 1990 | 1999 | 2006 | 2017 |
| Einwohner | 55   | 54   | 159  | 344  | 378  | 651  | 721  |